# ニトロメタカロン
ニトロメタカロン(Nitromethaqualone)は、メタカロンのアナログで、メタカロンと同様の催眠/鎮静作用を持つ。メタカロンと比べると、作用は10倍程度強く、通常、約25mgを投与する。しかし、芳香族ニトロ基は対応するアニリンに代謝され、突然変異原となる。そのため、この毒性への懸念からニトロメタカロンの開発は終了した。